# As-Sachur
As-Sachur – dzielnica Aleppo znajdująca się w jego wschodniej części. W 2004 roku liczyła 35 093 mieszkańców. Jest administracyjnie podzielona na trzy osiedla zamieszkiwane odpowiednio przez 5505, 21 731 i 7857 osób.